# Onosma cinereum
Onosma cinereum är en strävbladig växtart som beskrevs av Schreber. Onosma cinereum ingår i släktet Onosma och familjen strävbladiga växter. Inga underarter finns listade i Catalogue of Life.